# Lamposaari (ö i Norra Karelen, Joensuu, lat 63,18, long 29,57)
Lamposaari är en ö i Finland. Den ligger i sjön Pielisjärvi och i kommunen Juga i den ekonomiska regionen  Joensuu ekonomiska region  och landskapet Norra Karelen, i den sydöstra delen av landet, 400 km nordost om huvudstaden Helsingfors. Öns area är 2 hektar och dess största längd är 270 meter i nord-sydlig riktning.